# كاليبر
كاليبر (بالإنجليزية: calibre)‏ هو برنامج كتب رقمية حر ومفتوح المصدر ومتعدد المنصات، يسمح للمستخدمين بإدارة مجموعة كتب رقمية، وإنشاء وتحرير وقراءة الكتب الرقمية.
يوفر كاليبر للمستخدمين مجموعة واسعة من الأدوات للتحكم بمجموعات الكتب الرقمية الخاصة بهم، بما في ذلك:
- إدارة المكتبة: تنظيم الكتب حسب المؤلف والعنوان والموضوع وعلامات التصنيف، وإنشاء مجموعات فرعية، وإضافة تصنيفات مخصصة.
- التحويل: تحويل الكتب الرقمية بين تنسيقات مختلفة مثل EPUB و PDF و MOBI و AZW3 و TXT.
- العرض: قراءة الكتب الرقمية على شاشة الكمبيوتر أو جهاز القراءة الرقمي، مع إمكانية تخصيص خطوط العرض وحجمها وألوانها.
- التحرير: تحرير محتوى الكتب الرقمية، وإضافة ملاحظات، وإنشاء فصول جديدة.
- البحث: البحث عن الكتب في المكتبة حسب الكلمات الرئيسية أو العناوين أو المؤلفين أو أي معايير أخرى.
- المزامنة: مزامنة مكتبة الكتب الرقمية مع أجهزة القراءة الرقمية الأخرى.
- التنزيل: تحميل الكتب الرقمية من الإنترنت أو من مكتبات الكتب الرقمية عبر الإنترنت.

وهو يدعم مجموعة متنوعة من الصيغ (بما في ذلك الصيغ الشائعة من أمازون كيندل وEPUB)، والمزامنة مع مجموعة متنوعة من برامج قراءة الكتب الرقمية، والتحويل إلى صيغ رقمية مختلفة (ضمن قيود إدارة الحقوق الرقمية).

## تاريخ
بدأ كوفيد غويال بتطوير برنامج "libprs500" في 31 أكتوبر 2006، عندما كانت سوني تقدم PRS-500. كانت الفكرة الرئيسية هو استخدام PRS-500 على جنو/لينكس. بدعم من منتدى MobileRead قام غويال بعمل هندسة عكسية على صيغة ملف LRF.
في 2008 أعيد تسمية البرنامج باسم calibre وتكتب بالأحرف الصغيرة حتى لو كانت في بداية الجملة.

## مميزات
يدعم Caliber العديد من تنسيقات الملفات وأجهزة القراءة. يمكن تحرير معظم تنسيقات الكتب الرقمية، على سبيل المثال، عن طريق تغيير الخط وحجم الخط والهوامش والبيانات الوصفية وإضافة جدول محتويات يتم إنشاؤه تلقائيًا. يتم تطبيق التحويل والتحرير بسهولة على الكتب الرقمية المرخصة بشكل مناسب، ولكن الكتب الرقمية المشتراة تجارياً قد تحتاج إلى إزالة قيود إدارة الحقوق الرقمية (DRM). لا يدعم كاليبر إزالة إدارة الحقوق الرقمية (DRM) في الأصل، ولكنه قد يسمح بإزالة إدارة الحقوق الرقمية بعد تثبيت المكونات الإضافية التي تحتوي على هذه الوظيفة.
يسمح كاليبر للمستخدمين بفرز الكتب الرقمية وتجميعها حسب حقول البيانات الوصفية. يمكن سحب البيانات الوصفية من العديد من المصادر المختلفة، على سبيل المثال، ISBNdb.com؛ وبائعي الكتب على الإنترنت؛ ومقدمي الكتب الرقمية والدوريات المجانية في الولايات المتحدة وأماكن أخرى، مثل أرشيف الإنترنت، ومجلة مونسي، ومشروع غوتنبرغ؛ ومواقع التواصل الاجتماعي للقراء، مثل Goodreads وLiberThing. من الممكن البحث في مكتبة كاليبر حسب حقول مختلفة، مثل المؤلف أو العنوان أو الكلمة المفتاحية. يتوفر البحث عن النص الكامل من كاليبر 6.0 فصاعدًا.
يمكن استيراد الكتب الرقمية إلى مكتبة كاليبر، إما عن طريق تحميل الملفات يدويًا أو عن طريق مزامنة جهاز قراءة الكتب الرقمية لاسلكيًا مع خدمة التخزين السحابي التي يتم فيها نسخ مكتبة كاليبر احتياطيًا، أو مع جهاز الكمبيوتر الذي يوجد عليه كاليبر. كما يمكن جمع المحتوى عبر الإنترنت وتحويله إلى كتب رقمية. يتم تسهيل هذا التحويل من خلال ما يسمى بالوصفات، وهي برامج قصيرة مكتوبة بلغة خاصة بالمجال تعتمد على لغة بايثون. يمكن بعد ذلك تصدير الكتب الرقمية إلى جميع أجهزة القراءة المدعومة عبر USB أو خادم البريد المدمج في كاليبر أو لاسلكياً. يمكّن إرسال الكتب الرقمية بالبريد، على سبيل المثال، من إرسال المستندات الشخصية إلى عائلة أجهزة القراءة الرقمية وأجهزة الكمبيوتر اللوحية من أمازون كيندل.
يمكن تحقيق ذلك عبر متصفح الويب، إذا كان الكمبيوتر المضيف يعمل وكان الجهاز والكمبيوتر المضيف يشتركان في نفس الشبكة؛ وفي هذه الحالة، يتم دعم دفع المحتوى المحصود من مصادر المحتوى على فترات منتظمة (تسمى "الاشتراك"). [بحاجة لمصدر] أيضًا، إذا كانت مكتبة كاليبر على الكمبيوتر المضيف مخزنة في خدمة سحابية، مثل Box.net أو Google Drive أو Dropbox، فيمكن للخدمة السحابية أو تطبيق طرف ثالث، مثل Calibre Cloud أو CalibreBox، الوصول إلى المكتبة عن بُعد.
منذ الإصدار 1.15، الذي صدر في ديسمبر 2013، يحتوي كاليبر أيضًا على تطبيق لإنشاء الكتب الرقمية وتحريرها مباشرة، على غرار أدوات المحرر الأكثر اكتمالاً في تطبيق Sigil، ولكن دون وضع تحرير WYSIWYG الخاص بالأخير.

## وصلات خارجية
- كاليبر على موقع Open Hub (الإنجليزية)
- كاليبر على موقع Free Software Directory (الإنجليزية)
- كاليبر على موقع Framasoft (الفرنسية)
- الموقع الرسمي
- مدونة كاليبر الرسمية  (جوال)

- Apprentice Alf